# Indiana Fever

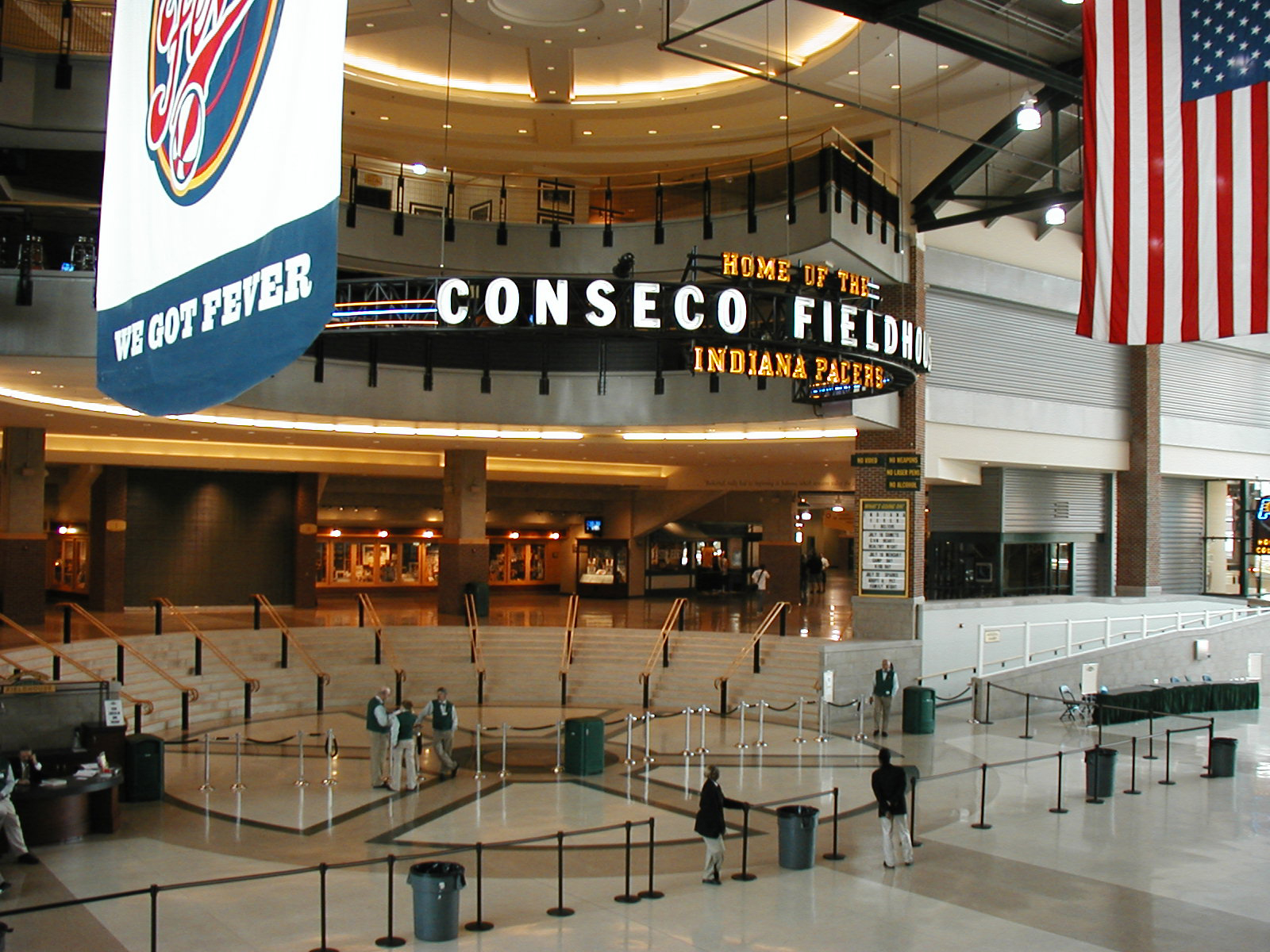
Conseco Fieldhouse, lar do Indiana Fever

O Indiana Fever é um time de basquete feminino que joga na Women's National Basketball Association (WNBA) baseado em Indianapolis, Indiana. A franquia se uniu a liga em 2000 e é equipe-irmã do Indiana Pacers da NBA. O Fever foi campeão da WNBA em 2012, e vice-campeão em 2009 e 2015.